# La spia sulla città
La spia sulla città (Rififí en la ciudad) è un film del 1963 diretto da Jesús Franco.
Film noir, trasposizione cinematografica di un romanzo di successo di Charles Exbrayat, Vous souvenez-vous de Paco?, che nel 1958 aveva vinto il Grand Prix dei romanzi d'avventura.

## Produzione
Per aggirare la censura spagnola, la vicenda fu trasferita dal quartiere cinese di Barcellona ad una non meglio precisata nazione del Sud America. Quanto a Paco, la spia assassinata intorno a cui ruota la vicenda, fu ribattezzato Juan. Inoltre, la censura vietò che il personaggio della cantante Nina si esibisse in bikini durante i suoi spettacoli e apparisse a letto con Leprince. Anche la scena della morte di Pilar dovette essere modificata, sostituendo il suicidio con un incidente di macchina.
Il ruolo di protagonista fu affidato a Fernando Fernán Gómez, grande amico del regista. L'anno seguente sarebbe stato Fernán Gómez a scritturare Franco per uno dei ruoli principali di El extraño viaje.
Seconda incursione di Franco nel genere noir dopo La muerte silba un blues, più ancora del film precedente Rififí en la ciudad mostra l'influsso di Orson Welles, a partire dalla fotografia, con le sue inquadrature eccentriche, i grandangoli e i violenti contrasti tra luci e ombre.
E proprio Welles, di lì a poco, scelse Franco come regista della seconda unità per le riprese di Falstaff (Campanadas a medianoche) in terra spagnola. Una scelta nella quale questo noir, a quanto racconta lo stesso Franco, avrebbe avuto un ruolo importante. Welles aveva infatti già deciso di avvalersi della collaborazione del giovane regista spagnolo dopo aver visto La muerte silba un blues, ma il produttore Emiliano Piedra tentò in ogni modo di opporsi a questa scelta. Fu così che gli venne l'idea di organizzare una proiezione di Rififí en la ciudad, film che considerava il peggiore di Franco, ma la cui visione ebbe l'effetto contrario di togliere a Welles ogni dubbio.

## Distribuzione

### Edizioni DVD
Mai pubblicato in VHS, il film è uscito in DVD in Spagna nel 2004 per la Divisa Ediciones.